# Gonatocerus urocerus
Gonatocerus urocerus är en stekelart som beskrevs av Dmitriy Alekseevich Ogloblin 1935. Gonatocerus urocerus ingår i släktet Gonatocerus och familjen dvärgsteklar.
Artens utbredningsområde är Uruguay. Inga underarter finns listade i Catalogue of Life.